# Ordinul de eliberare
Ordinul de eliberare, 1746 este un tablou al lui John Everett Millais expus în 1853. Este un tablou important pentru că marchează începutul îndepărtării lui Millais de mișcarea pre-rafaelită din primii săi ani de pictură. Effie Gray, care l-a părăsit mai târziu pe soțul ei pentru artist, a servit ca model pentru personajul principal.
Pictura descrie soția unui soldat scoțian rebel, care a fost întemnițat după revolta iacobină din 1745, venind cu un ordin care îi asigură eliberarea. Ea își ține copilul, arătând ordinul unui gardian, în timp ce soțul ei o îmbrățișează.
The Illustrated London News a recenzat pictura astfel:
Este momentul să vorbim despre Millais - Millais prerafaelitul; Millais „pretendentul” care a fost; Millais „uzurpatorul” care este; Millais „legitimul” care (multă virtute în acel cuvânt mic) ar putea fi; și care, cu siguranță, are o mulțime mai mare de admiratori în colțul său mic din Camera din Mijloc decât toți academicienii; . . .
Adevărul de spus, domnul Millais, în acest "Ordin de eliberare" (265), și-a dobândit un „ordin de merit” mai valoros decât orice onoare academică și a câștigat o faimă de care o întreagă academie corporativă ar fi mândră să o împartă între membrii săi. În timp ce recunoaștem - afirmăm acest lucru - nu ne-am dori în nici un caz să se înțeleagă că ne înscriem incontinent la „petrecerea” acestui tânăr artist (pentru că există partizanat în tot, chiar și în artă); ci pur și simplu afirmând că prerafaelitismul (sau, mai degrabă, artiștii care au fost în mod prostesc considerați prerafaeliți) este un „mare lucru” și poate duce la regenerarea artei în această țară; . .
Subiectul este acela al unei soții, cu copil în brațe, venind cu un ordin de eliberare pentru soțul ei, care a fost luat în războaie civile. Soțul, învins de emoții și slab față de o rană recentă (brațul lui este înfășurat), nu poate decât să îi cadă pe umăr și să plângă; oftat, „fermă în scopul urmărit”, nu varsă lacrimi; ea nu are lacrimi de vărsat; dar ochiul ei este roșu de la prea mult plâns și de la faptul că a stat trează; se uită la temnicer cu o privire mândră, privire care exprimă faptul că a câștigat răsplata pentru toate necazurile ei din trecut. Culoarea, execuția textuală, sunt minunate (pentru aceste zile degenerate).
Fundalul întunecat, generalizat este o abatere de la fundalurile foarte detaliate ale unor lucrări mai vechi, cum ar fi Ofelia, așa cum este clarobscurul emfatic. Cu toate acestea, portretizarea relațiilor tensionate din dramele istorice a fost o continuare a temei din Un hughenot și Regalistul proscris, 1651.
În timp ce a lucrat la pictură, Millais s-a îndrăgostit de Effie, soția susținătorului său principal, criticul John Ruskin. Un studiu realizat pentru pictură include un desen al capului ei pe o parte și o imagine a unui bărbat îngenuncheat în rugăciune către o femeie pe cealaltă parte, etichetate „acceptate”.